# シアタースポーツ

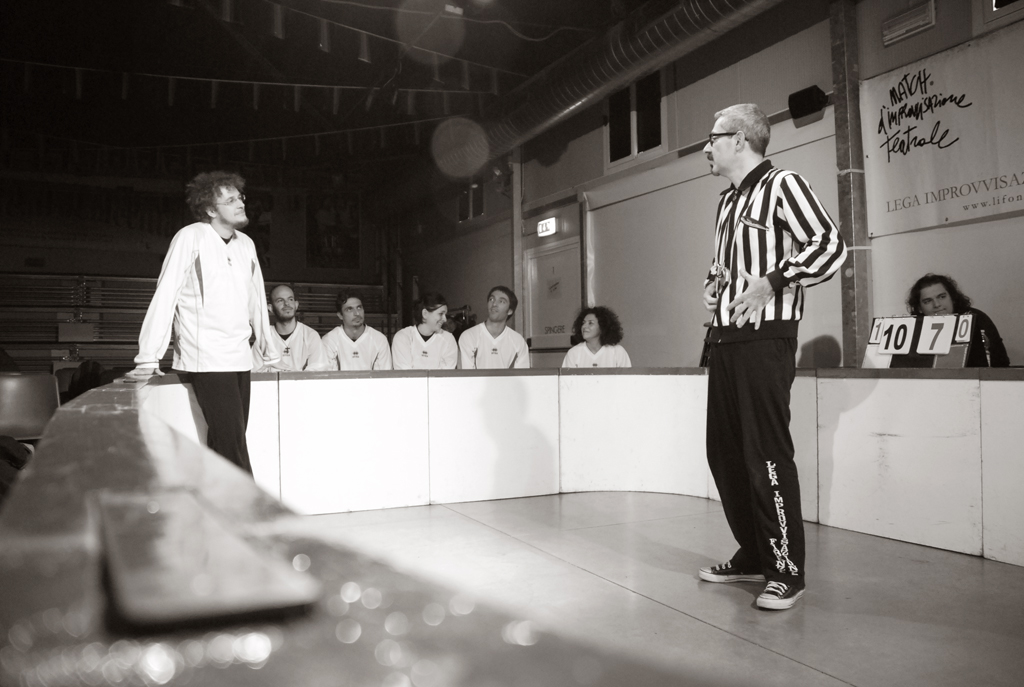
イタリアのフィレンツェで行われた競技会でのシアタースポーツのチーム及び審判員。

シアタースポーツ （英：Editing Theatresports）は即興劇の形態の一つであり、試合形式を用いることでドラマチックな展開を生むことを目的としている。

## 解説
演じ手として舞台上で試合に参加するチームは、観客の提案に基づいたシーンを演じ、観客または審査員による評価を受ける。1977年に演出家のキース・ジョンストン（英語: Keith Johnstone）によって開発された。
ジョンストンがプロレスで観客のヒート（悪役レスラーへの反感などの観客の反応）を生み出すテクニックを観察したことがきっかけで生まれたと言われている。

## 派生物
1984年にアメリカのウィスコンシン州ミルウォーキーで始まったコメディスポーツは、従来のシアタースポーツよりも更にスポーツ競技の形式を取り入れている。（例えば、点数の加算や反則を与える審判員がおかれる。）

## 参考
- Foreman, Kathleen and Martini, Clem (1996). Something Like a Drug: An Unauthorized Oral History of Theatresports. Players Press. ISBN 0-88734-918-8 (paperback).